# 田口久克
田口 久克（たぐち ひさかつ、1949年（昭和24年）1月21日 - 2018年（平成30年）10月14日）は、日本の政治家。茨城県稲敷市長（3期）。元NHK報道局チーフディレクター。

## 来歴
茨城県稲敷郡桜川村（現：稲敷市）生まれ。日本大学法学部卒業後、NHKに就職。報道局チーフディレクターとして、『ニュース7』『おはよう日本』『BSニュース』などの番組を担当した。
2008年10月8日に行われた稲敷市発注の配水管敷設工事の指名競争入札をめぐり、2009年2月23日、官製談合の疑いにより市内の建設会社社長と同社社員が逮捕される。官製談合防止法違反や、市幹部が談合に関与した可能性も指摘されたこの事件を機に、稲敷市長選挙への立候補を決意。同年4月12日に行われた市長選で現職の高城功を破り初当選を果たした。5月1日、市長就任。
2013年、元市議会議長の堀口正良を破り再選。2017年に3選。
2018年10月14日午前7時13分、癌のため千葉県内の病院で死去。没日をもって叙正六位、旭日双光章追贈。